# Santa Rosae
Lors de la dernière glaciation, le groupe septentrional des Channel Islands de Californie ne formait qu'une seule masse de terre nommée Santa Rosae, située à environ 7 km au large de la côte de Californie du Sud. La montée du niveau de la mer de 120 mètres a donné à la géographie de la région son apparence actuelle, ne laissant apparaître que les anciennes hauteurs de Santa Rosae.
Elle est connue pour ses Mammouths pygmées (Mammuthus exilis) qui ont disparu il y a environ 10 000 ans, et comme le premier habitat recensé d'un homme en Amérique du Nord, puisqu'on y a retrouvé les restes de l'Arlington Springs Man.